# Lil’ Chris
Lil’ Chris właściwie Christopher James Hardman (ur. 26 sierpnia 1990 w Lowestoft, w hrabstwie Suffolk, w Wielkiej Brytanii, zm. 23 marca 2015) – brytyjski piosenkarz i aktor.

## Życie i działalność
Jako aktor debiutował w 2006 roku na planie serialu Rock School emitowanego przez stację telewizyjną Channel 4, gdzie występował między innymi u boku Gene Simmonsa. Występ w serialu otworzył Hardmanowi drogę do kariery muzycznej i jeszcze w tym samym roku podpisał kontrakt z wytwórnią fonograficzną wydając swój pierwszy singiel pt. „Checkin’ It Out”, który uplasował się w pierwszej piątce brytyjskich list przebojów. W tym samym roku ukazał się również debiutancki album Hardmana pt. Lil’ Chris, natomiast w 2008 roku jego drugi album What’s It All About. Artysta występował także w musicalu „Loserville” na West End.
Zmarł 23 marca 2015 roku w wieku 24 lat. Według mediów Lil’ Chris zmagał się z depresją.

## Dyskografia

### Albumy
- Lil’ Chris (2006)
- What’s It All About (2008)

### Single
- „Checkin’ It Out” (2006)
- „Gettin’ Enough??” (2006)
- „Figure It Out” (2007)
- „We Don’t Have To Take Our Clothes Off” (2007)